# Oscar Lerman
Pour les articles homonymes, voir Lerman.
 (juin 2021).
La mise en forme du texte ne suit pas les recommandations de Wikipédia : il faut le « wikifier ».
Les points d'amélioration suivants sont les cas les plus fréquents. Le détail des points à revoir est peut-être précisé sur la page de discussion.
- Les titres sont pré-formatés par le logiciel. Ils ne sont ni en capitales, ni en gras.
- Le texte ne doit pas être écrit en capitales (les noms de famille non plus), ni en gras, ni en italique, ni en « petit »…
- Le gras n'est utilisé que pour surligner le titre de l'article dans l'introduction, une seule fois.
- L'italique est rarement utilisé : mots en langue étrangère, titres d'œuvres, noms de bateaux, etc.
- Les citations ne sont pas en italique mais en corps de texte normal. Elles sont entourées par des guillemets français : « et ».
- Les listes à puces sont à éviter, des paragraphes rédigés étant largement préférés. Les tableaux sont à réserver à la présentation de données structurées (résultats, etc.).
- Les appels de note de bas de page (petits chiffres en exposant, introduits par l'outil «  Source ») sont à placer entre la fin de phrase et le point final[comme ça].
- Les liens internes (vers d'autres articles de Wikipédia) sont à choisir avec parcimonie. Créez des liens vers des articles approfondissant le sujet. Les termes génériques sans rapport avec le sujet sont à éviter, ainsi que les répétitions de liens vers un même terme.
- Les liens externes sont à placer uniquement dans une section « Liens externes », à la fin de l'article. Ces liens sont à choisir avec parcimonie suivant les règles définies. Si un lien sert de source à l'article, son insertion dans le texte est à faire par les notes de bas de page.
- La présentation des références doit suivre les conventions bibliographiques. Il est recommandé d'utiliser les modèles {{Ouvrage}}, {{Chapitre}}, {{Article}}, {{Lien web}} et/ou {{Bibliographie}}. Le mode d'édition visuel peut mettre en forme automatiquement les références.
- Insérer une infobox (cadre d'informations à droite) n'est pas obligatoire pour parachever la mise en page.

Pour une aide détaillée, merci de consulter Aide:Wikification.
Si vous pensez que ces points ont été résolus, vous pouvez retirer ce bandeau et améliorer la mise en forme d'un autre article.
Oscar S. Lerman (7 septembre 1919-2 mars 1992) était un imprésario de boîte de nuit, producteur de théâtre et de cinéma américain. Il fut, de 1969 jusqu'à sa mort en 1992, le deuxième mari de la romancière britannique Jackie Collins, qu'il a persuadé de se lancer dans le métier d'écrivain. En 1969, il a cofondé la célèbre boîte de nuit "Tramp" à Londres, réservée à ses membres. En 1978-1979, il a été producteur des films The Stud, The World Is Full of Married Men, et The Bitch, tous basés sur les livres de son épouse.

## Jeunesse
Oscar Lerman est né le 7 septembre 1919 à Philadelphie.

## Carrière
Dans les années 1950, Oscar Lerman était un producteur de théâtre à Broadway à New York,.
En 1968, il persuade sa future épouse Jackie Collins d'écrire son premier roman, The World Is Full of Married Men.
En 1969, Oscar Lerman a ouvert la discothèque Tramp, dans Jermyn Street à Londres, réservée à une clientèle de membres limitée, dont il était copropriétaire avec Johnny Gold et Bill Ofner . La soirée d'ouverture fut suivie par Joan et Jackie Collins, Michael Caine, Roger Moore et Natalie Wood.
À la fin des années 1970, il s'est tourné vers le cinéma, produisant The Stud (1978), The World Is Full of Married Men (1979), The Bitch (1979), et Yesterday's Hero (1979 ), tous basés sur les romans de sa femme à l'exception de Yesterday's Hero, pour lequel elle a écrit le scénario.

## Vie privée
En 1969, Oscar Lerman épousa la romancière britannique Jackie Collins, de 18 ans sa cadette, qu'il avait rencontrée dans le cadre d'une rencontre "en aveugle" ,. Ils ont eu deux filles ensemble, Tiffany (née en 1967) et Rory (né en 1969).

## Décès
Oscar Lerman est décédé d'un cancer de la prostate à Los Angeles le 2 mars 1992.

## Filmographie sélective (comme producteur)
- The Stud (1978) [7]
- The World is Full of Married Men (1979) [8]
- The Bitch (1979) [9]
- Yesterday's Hero (1979) [10]